# Hans-Jotjärnen
Hans-Jotjärnen är en sjö i Älvdalens kommun i Dalarna och ingår i Dalälvens huvudavrinningsområde. Sjön har en area på 0,205 kvadratkilometer och ligger 751,4 meter över havet. Sjön avvattnas av vattendraget Stora Härjån.

## Delavrinningsområde
Hans-Jotjärnen ingår i det delavrinningsområde (685799-130825) som SMHI kallar för Utloppet av Hans-Jotjärnen. Medelhöjden är 759 meter över havet och ytan är 1,65 kvadratkilometer. Det finns ett avrinningsområde uppströms, och räknas det in blir den ackumulerade arean 3,61 kvadratkilometer. Stora Härjån som avvattnar avrinningsområdet har biflödesordning 2, vilket innebär att vattnet flödar genom totalt 2 vattendrag innan det når havet efter 523 kilometer. Avrinningsområdet består mestadels av skog (24 procent) och sankmarker (64 procent). Avrinningsområdet har 0,2 kvadratkilometer vattenytor vilket ger det en sjöprocent på 12,4 procent.